# Maciej Łukasiewicz

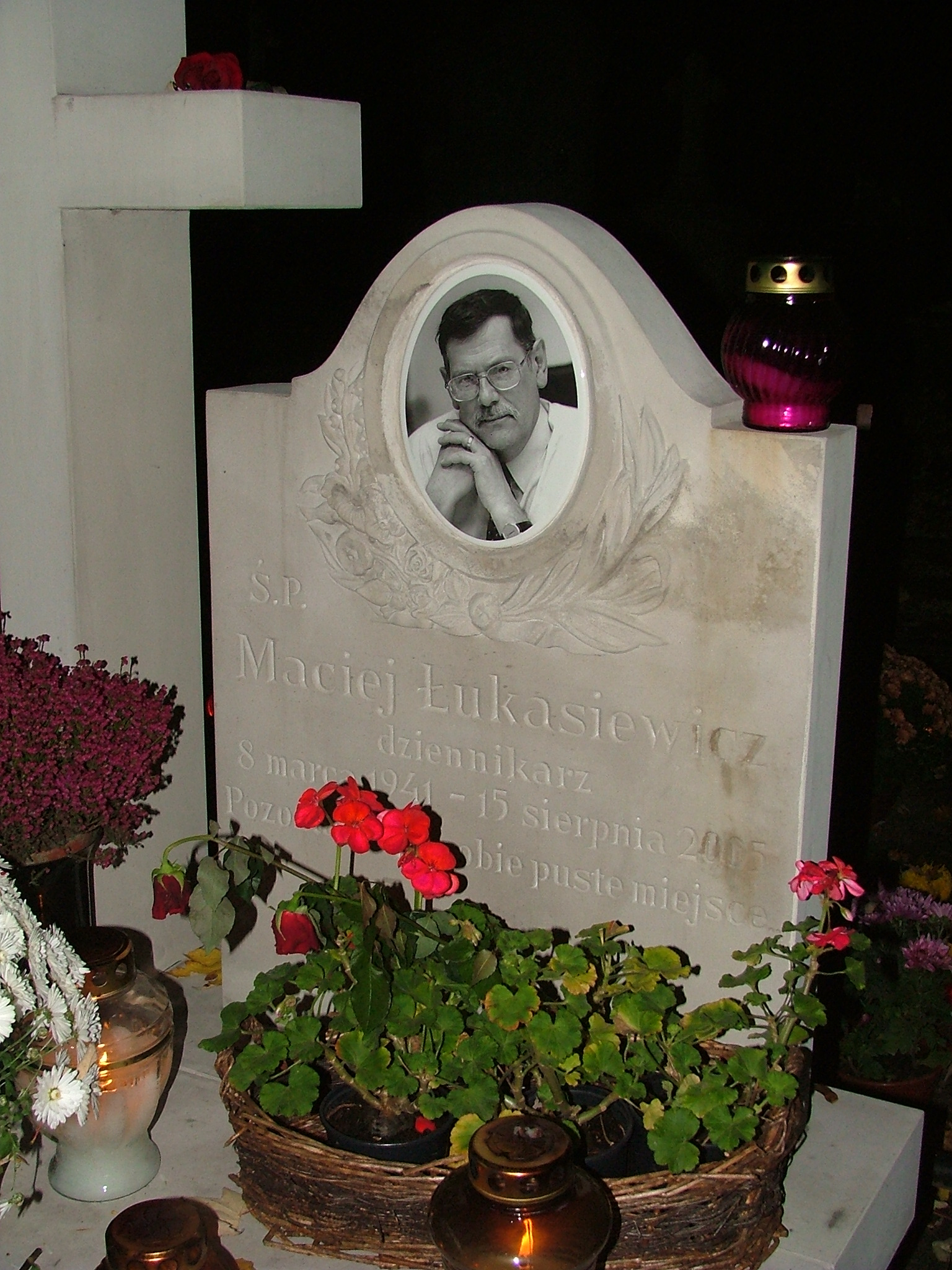
Grób Macieja Łukasiewicza na warszawskich Powązkach

Maciej Łukasiewicz (ur. 8 marca 1941 w Warszawie, zm. 15 sierpnia 2005 w Krakowie) – polski dziennikarz, publicysta.
Ukończył archeologię śródziemnomorską na Uniwersytecie Warszawskim. Związany przez wiele lat z dziennikiem „Rzeczpospolita”.
W młodości zajmował się poezją. Pracę dziennikarską rozpoczął jeszcze w czasie studiów, najpierw dla „Wiedzy i Życia”, a następnie w prasie Stronnictwa Demokratycznego, m.in. w „Tygodniku Demokratycznym” i „Kurierze Polskim”. Po wprowadzeniu stanu wojennego został negatywnie zweryfikowany i wydalony z pracy.
Po kilku miesiącach podjął pracę w „Poradniku Sprzedawcy Żywności”, którego był współzałożycielem. Od 1983 roku był zatrudniony w spółdzielni Agencja Omnipress, założonej przez dziennikarzy, których usunięto z pracy w wyniku weryfikacji lat 1981-1982. Publikował w prasie opozycyjnej.
W 1984 roku Łukasiewicz założył kwartalnik „Wolne pismo MOST”, a później „Wydawnictwo MOST”, które publikowało w drugim obiegu książki oraz „Warszawskie Zeszyty Historyczne” i „Kulturę Niezależną”.
Od roku 1989 razem z Dariuszem Fikusem został powołany przez premiera Tadeusza Mazowieckiego do nowego kierownictwa dziennika „Rzeczpospolita”. Fikus został redaktorem naczelnym, a Łukasiewicz jego pierwszym zastępcą. W latach 1990–1996 Łukasiewicz był wiceprezesem Stowarzyszenia Dziennikarzy Polskich. W latach 2000–2004 był naczelnym „Rzeczpospolitej”.
Otrzymał kilka prestiżowych nagród i wyróżnień, m.in. Laur Stowarzyszenia Dziennikarzy Polskich oraz Platynowy Laur. W 2004 roku został uhonorowany Krzyżem Oficerskim Orderu Odrodzenia Polski „za wybitne zasługi w długoletniej pracy dziennikarskiej i publicystycznej”. Zmarł na raka.